# Lùng Thàng
Lùng Thàng là một xã thuộc huyện Sìn Hồ, tỉnh Lai Châu, Việt Nam.

## Địa lý
Địa giới hành chính xã Lùng Thàng:
- Phía đông giáp thành phố Lai Châu và huyện Tam Đường.
- Phía tây giáp các xã Tả Ngảo và Phăng Sô Lin
- Phía nam giáp xã Nậm Tăm
- Phía bắc giáp xã Ma Quai.

Xã Lùng Thàng có diện tích 81,27 km², dân số năm 2011 là 2.962 người, mật độ dân số đạt 36 người/km².

## Lịch sử
Xã Lùng Thàng được thành lập vào ngày 14 tháng 10 năm 2011 trên cơ sở điều chỉnh 8.126,89 ha diện tích tự nhiên và 2.962 người của xã Ma Quai.